# 科米-濟良自治州
69°18′N 52°15′E / 69.300°N 52.250°E
科米-濟良自治州是蘇聯俄羅斯蘇維埃聯邦社會主義共和國下的一個自治州，成立於1921年8月22日，它也是1936年創立的科米苏维埃社会主义自治共和国的前身。自治州首府位於乌斯季瑟索拉斯克（1930年更名為瑟克特夫卡爾）。